# 亚布力镇
亚布力镇原名桥头溪乡，是中国黑龙江省哈尔滨市尚志市下辖的一个镇，位于小兴安岭。
“亚布力”得名于位于滨绥铁路亚布力站，来源于俄文“苹果园”（羅馬化：Yablonya），境内设有亚布力滑雪旅游度假区。

## 行政区划
桥头溪乡下辖以下地区：
民主社区、兴业社区、前进社区、尚礼村、东兴村、大青山村、国光村、兴业村、民主村、合心村、光辉村、永丰村和新华村。